# Bathyphantes tagalogensis
Bathyphantes tagalogensis là một loài nhện trong họ Linyphiidae.
Loài này thuộc chi Bathyphantes. Bathyphantes tagalogensis được Alberto Barrion & James A. Litsinger miêu tả năm 1995.